# 3545 Gaffey
3545 Gaffey è un asteroide della fascia principale. Scoperto nel 1981, presenta un'orbita caratterizzata da un semiasse maggiore pari a 2,8704578 UA e da un'eccentricità di 0,0561040, inclinata di 2,97365° rispetto all'eclittica.